# Ecliptopera muscicolor
Ecliptopera muscicolor là một loài bướm đêm trong họ Geometridae.

## Hình ảnh

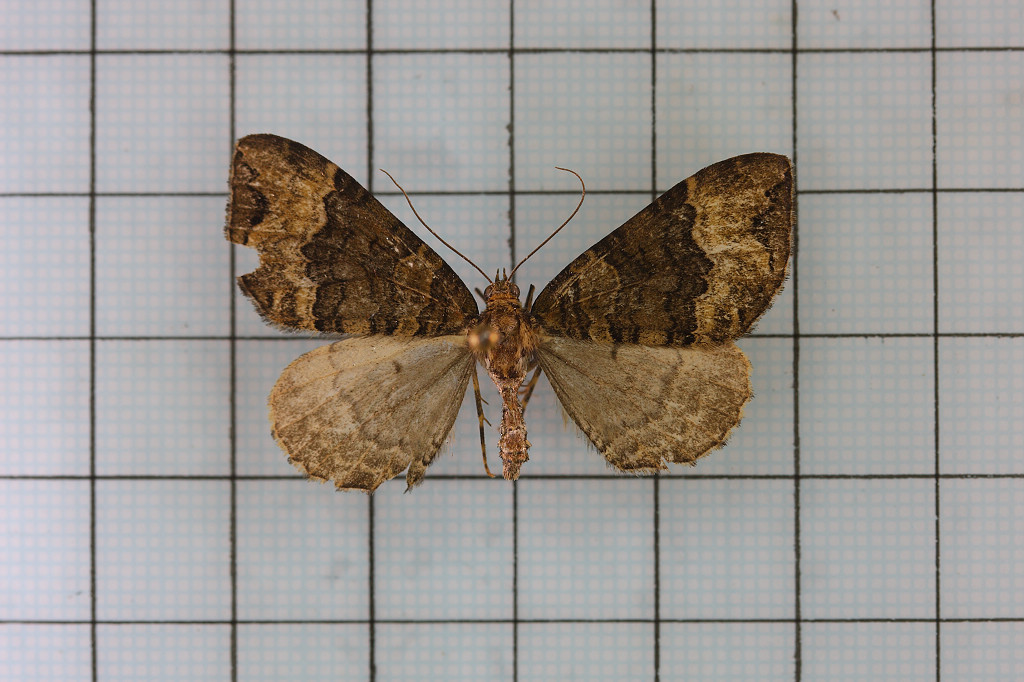